# Simon Scott (Schlagzeuger)

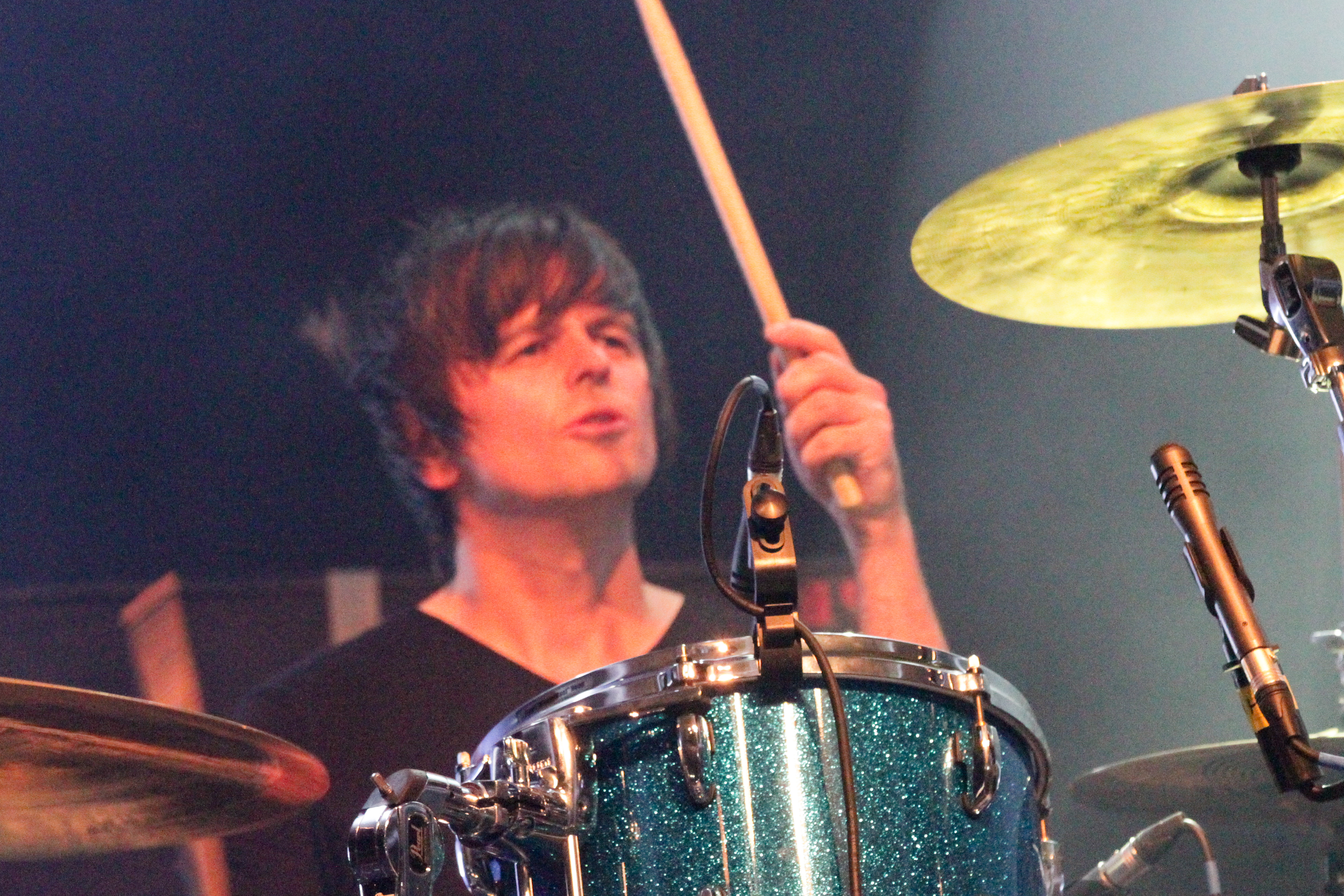
Simon Scott, 2014

Simon Scott (* 3. März 1971 in Cambridge) ist ein britischer Schlagzeuger, Sänger und Multiinstrumentalist.
Scott war Schlagzeuger der Bands The Charlottes, Slowdive und Lowgold. Er war Frontmann der Bands Inner Sleeve und Televise.
Als Solokünstler veröffentlichte er mehrere Alben des Genres Ambient.

## Diskografie
- Navigare (Miasmah) – Oktober 2009
- Nivalis 3" CD (Secret Furry Hole) – Januar 2010
- Silenne CD (Slaapwel) – August 2010
- Conformists – Oktober 2010
- Depart (Sonic Pieces) – Februar 2011
- Bunny (Miasmah) – 7. Oktober 2011
- Pop Ambient 2012 (Kompakt) – 29. Januar 2012
- Below Sea Level (12k) – 29. Mai 2012
- Pop Ambient 2014 (Kompakt) – 27. Januar 2014
- Below Sea Level (Touch) – 6. März 2015
- Insomni (Ash International) – 25. September 2015